# Харківський колегіум
Харківський колегіум — давній навчальний заклад у місті Харкові, який існував упродовж 1722—1817 років. Після ліквідації був реорганізований в Харківську духовну семінарію.

## Історія

### Назва
В українській та російській історіографіях заклад переважно іменується як «Харківський колегіум», проте на початок XVIII ст. в освітніх колах Лівобережної України була поширена традиція іменування навчальних закладів на честь засновників. Так зокрема на зразок Києво-Могилянської академії Харківський колегіум також іменувався Тихоріанською академією на честь його співзасновника Єпіфанія (Тихорського).

### Заснування
Колегіум був заснований 1722 року у Білгороді, і в 1726 році перенесений до Харкова під назвою Слов'яно-греко-латинської школи. В 1734 р. був перетворений на Харківську Колегію для дітей усіх соціальних станів за зразком Києво-Могилянського колегіуму, що обумовило схожість основних принципів управління, навчально-виховного процесу. Основоположники Харківського колегіуму — білгородський єпископ Є. Тихорський та князь М. Голіцин. Харківський колегіум був другим за значенням після Києво-Могилянської академії навчальним та науковим центром в Україні, одним із провідних осередків формування української інтелігенції.
Становленню Харківського колегіуму сприяла широка благодійна підтримка різних верств населення Слобідської України, завдяки якій склалися його значні земельні та господарські володіння. До колегіуму приймали дітей усіх соціальних станів — козацтва, духовенства, містян. Наявність великого господарства давала можливість навчати і утримувати значну кількість учнів (у серед. XVIII ст. — 400, на поч. XIX ст. — понад 800).

### Навчання
Зміст навчальних програм був близьким до програм Києво-Могилянської академії та Московського університету. У ньому викладали піїтику, риторику, філософію, богослів'я, грецьку, латинську і російську мови.
В 1769 році, з метою підготовки дворянських дітей до державної служби, при Колегіумі були відкриті «додаткові класи» з викладанням:
- прикладних наук — геодезії, інженерної справи, артилерії, музики, танців, малюнка, живопису та архітектури;
- гуманітарно-природничих наук — математики, історії, географії, французької, німецької та італійської мов.

Додаткові класи розташовувались за межами монастиря (на місці бібліотеки імені Володимира Короленка). У 1789 році вони були відокремлені від Колегіуму і об'єднані з Народним училищем, а після заснування Харківського університету вони перетворилися на Слобідсько-Українську гімназію. 1795 року до програми введено фізику і природознавство, а на початку 19 століття ще сільське господарство та медицину.

#### Архітектурний клас
Першим керівником архітектурного класу був Іван Саблуков. Викладали випускники колегіуму, учні архітектора Василя Баженова — Максим Калиновський та Петро Ярославський. Викладання проводилося на зразок архітектурного класу Петербурзької академії мистецтв. Клас існував до 1789 року.

### Реорганізація
З початку 19 століття із заснуванням Харківського університету, першими слухачами якого були учні Харківської колегії, власне колегіум втратив своє значення і 1817 році, внаслідок церковних реформ, які проводив уряд Російської імперії, був перетворений на Харківську духовну семінарію.

## Бібліотека
З відкриттям Харківського університету (1805) учні колегіуму слухали природничі (ботаніку та фізику) та медичні університетські курси. Колегіум мав велику бібліотеку. До бібліотеки увійшло книжкове зібрання Стефана Яворського, що було перевезено з Ніжинського Благовіщенського монастиря. У колегіумі був створений перший у Харкові церковний хор.

## Викладачі
Див. також Ректори Харківського колегіуму, Викладачі Харківського колегіуму
Серед викладачів X. К. були: А. Острогорський, М. Шванський, С. Флоринський, С. Базилевич, Я. Назаревський, Л. Кордет, Г. Сковорода, І. Двігубський, С. Вітинський, Ф. Татарський, О. Кастелі (франц. мова, історія й географія), А. Фонвікант (архітектура, фортифікація, геометрія), І. Саблучок, А. Ведель та ін. Учні відвідували заняття видатних українських композиторів А. Веделя, М. Концевича, архітектора П. Ярославського, художників І. Саблукова, В. Неминущого, Лаврентія Калиновського та ін.

## Вихованці
Див. також Випускники Харківського колегіуму
Вихованцями Харківського колегіуму були зокрема київський митрополит — Арсеній Могилянський та ін.; губернатори: М. Ковалевський, фізик В. Петров, перекладач М. Гнедич, лікарі Г.Базилевич та Є.Мухін, письменники П.Кореницький, С.Писаревський, С. і В.Олександрови, а також 3. Корнієв, А. Руновський, Д. Скибинський; діячі науки і культури: Є. Базилевич, Т. Смілівський, М. Каченовський, М. П. Ярославський, мистці С. Маяцький, В. Неминущий та ін. Число учнів у колегіумі коливалося від 400 до 600.